# Concert du nouvel an 1994 à Vienne
Le concert du nouvel an 1994 de l'orchestre philharmonique de Vienne, qui a lieu le 1er janvier 1994, est le 54e concert du nouvel an donné au Musikverein, à Vienne, en Autriche. Il est dirigé pour la huitième fois par le chef d'orchestre américain Lorin Maazel, huit ans après sa précédente apparition. Celui-ci tient en plus le violon dans une valse.
Johann Strauss II y est toujours le compositeur principal, mais ses frères Josef et Eduard (de retour au programme après trois ans) sont représentés, respectivement avec trois et une pièces, et leur père Johann clôt le concert avec sa célèbre Marche de Radetzky. Par ailleurs, avec une œuvre, Joseph Lanner y est entendu pour la deuxième année consécutive.
Cinq pièces sur les seize au total sont jouées pour la première fois au concert du nouvel an.

## Programme
Les pièces suivies d'un astérisque (*) sont jouées pour la première fois

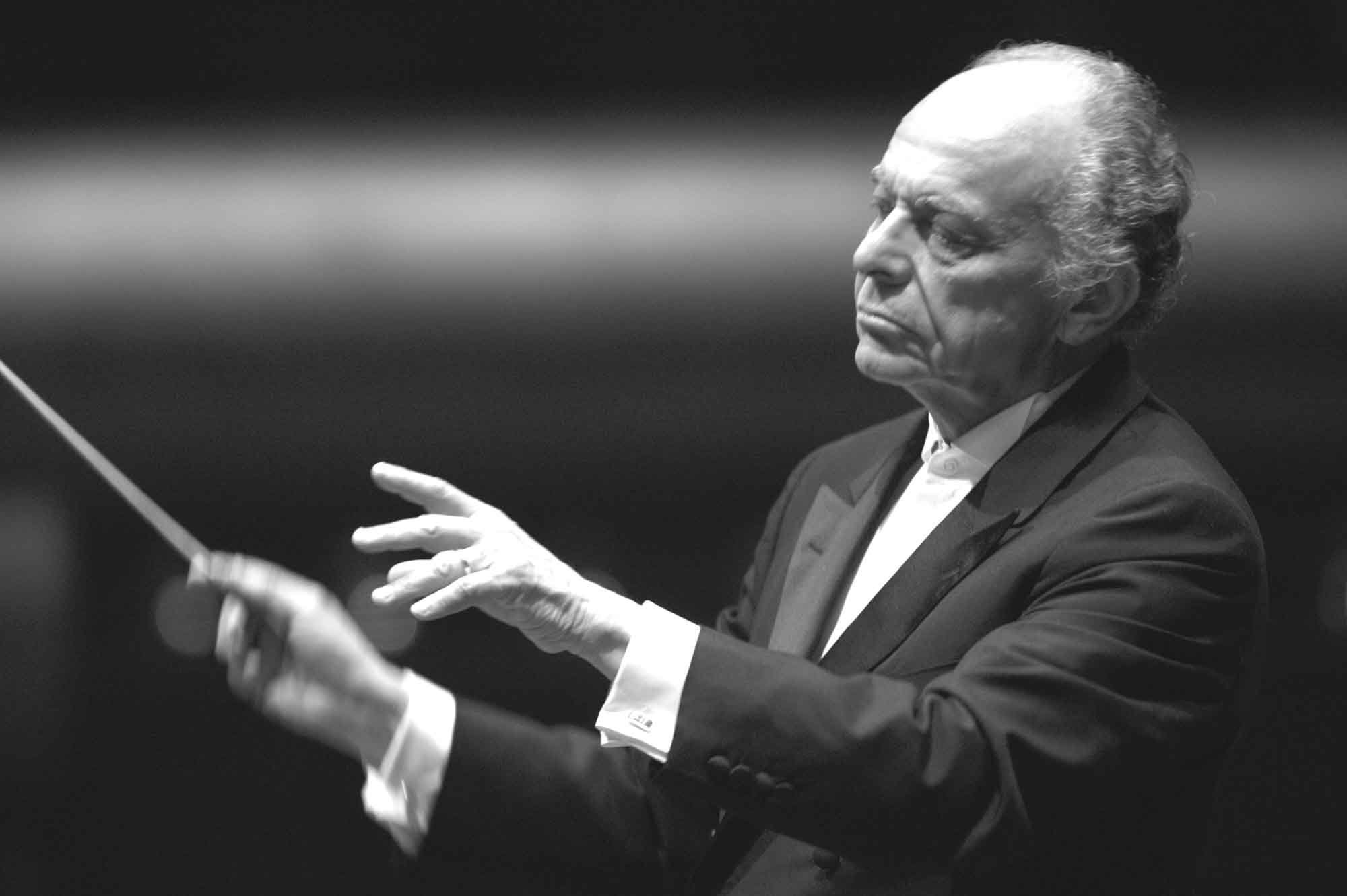
Lorin Maazel (en 2003)

### Première partie
1. Johann Strauss II : Caroussel-Marsch, marche, op. 133*
2. Johann Strauss II : Accelerationen, valse, op.234
3. Josef Strauss : Aus der Ferne, polka-mazurka, op. 270
4. Josef Strauss : Feuerfest, polka française, op. 269
5. Johann Strauss II : Lieder-Quadrille, quadrille, op. 275*
6. Eduard Strauss : Mit Chic, polka rapide, op. 221*

### Deuxième partie
1. Johann Strauss II : ouverture de l'opérette Eine Nacht in Venedig
2. Joseph Lanner : Die Schönbrunner, valse, op. 200
3. Johann Strauss II : L'Enfantillage-Polka, polka française, op. 202
4. Johann Strauss II : Ein Herz, ein Sinn, polka-mazurka, op. 323*
5. Johann Strauss II : Klänge der Heimat, csárdás de l'opérette La Chauve-Souris, version orchestrale
6. Johann Strauss II : Histoires de la forêt viennoise, valse, op. 325, version pour orchestre et deux violons joués par Lorin Maazel et Werner Hink[1].
7. Josef Strauss : Ohne Sorgen, polka rapide, op. 271

### Rappels
1. Johann Strauss II : Lucifer-Polka, polka rapide, op. 266*
2. Johann Strauss II : Le Beau Danube bleu, valse, op. 314
3. Johann Strauss : Marche de Radetzky, marche, op. 228